# 阿爾比恩鎮區 (印地安納州諾布爾縣)
阿爾比恩鎮區（英語：Albion Township）是位於美國印地安納州諾布爾縣的一個行政鎮區。

## 地方資料
根據2010年美國人口普查的數據，阿爾比恩鎮區的面積為10.10平方千米，當中陸地面積為9.90平方千米，而水域面積為0.20平方千米。當地共有人口1361人，而人口密度為每平方千米134.75人。